# WiMAX

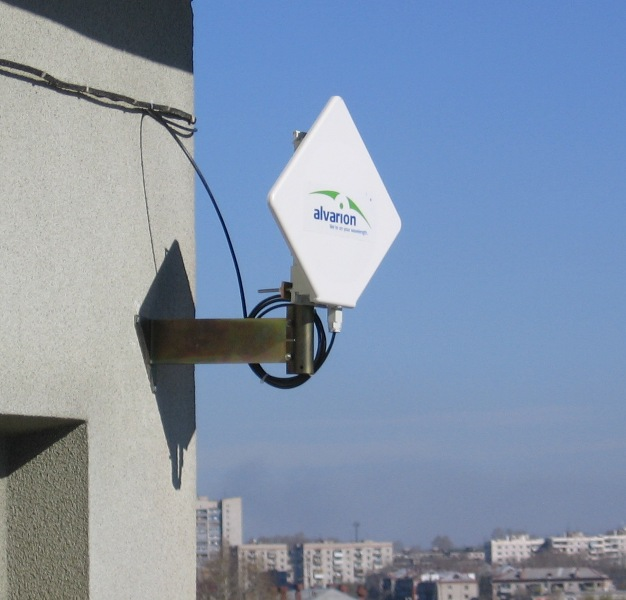
A tecnologia WiMAX permite a expansão do sinal de internet em maiores velocidades por grandes distâncias.

O padrão IEEE 802.16, completo em outubro de 2001 e publicado em 8 de abril de 2002, especifica uma interface sem fio para redes metropolitanas (WMAN). Foi atribuído a esse padrão o nome WiMAX (Worldwide Interoperability for Microwave Access/Interoperabilidade Mundial para Acesso de Micro-Ondas). O termo WiMAX foi criado por um consórcio de empresas, cujo objetivo é promover a compatibilidade e interoperabilidade entre equipamentos baseados no padrão IEEE 802.16.
Esse padrão é similar ao padrão Wi-Fi (IEEE 802.11), que já é bastante difundido, porém agrega conhecimentos e recursos mais recentes, visando a um melhor desempenho de comunicação, permitindo velocidades maiores que  1 Gigabit/s, alguns em concorrência direta entre si, outros projetados para aplicações específicas. As tecnologias sem fios podem ser avaliadas por uma variedade de diferentes indicadores e uma comparação entre elas deve levar em consideração que cada uma tecnologias, seja Wifi, WiMAX ou Bluetooth, tem seus diferentes prós e contras. O padrão WiMAX tem como objetivo estabelecer a parte final da infraestrutura de conexão de banda larga (last mile - última milha), oferecendo conectividade para uso doméstico, empresarial e em hotspots.

## Características
- Alcance com Linha de Visada  de 12 a 14 km;
- Alcance sem Linha de Visada de 6 a 7 km;
- Transmissão feita através de ondas de rádio para propor fluxos de até 30Mbits/s.
- Possui Implementação ideal para pontos em que não é viável, por fatores geográficos e financeiros, a implementação da fibra óptica;

## Modulação adaptativa
O maior problema é o fato de o sinal não oferecer um desempenho linear durante a sua transmissão dentro de um canal de rádio. Em vez de o desempenho de transmissão ser uma linha reta, o desempenho varia bastante de acordo com a posição do sinal dentro do canal. A solução proposta pela Intel para este problema chama-se modulação adaptativa .
Funciona da seguinte forma: em vez de o sinal usar um único tipo de modulação para a sua transmissão, como é o normal, a transmissão passa a usar vários tipos de modulação, dependendo da posição do sinal dentro do canal. Dessa forma, nos pontos em que um determinado tipo de modulação apresenta baixo desempenho (curvas para baixo), o sistema passa a usar, naquela porção do canal, um outro tipo de modulação, que ofereça melhor desempenho. As áreas que oferecem menor desempenho usam um tipo de modulação diferente do resto do sinal. Com essa técnica é possível dobrar a taxa de transferência da transmissão.

## Crescimento econômico

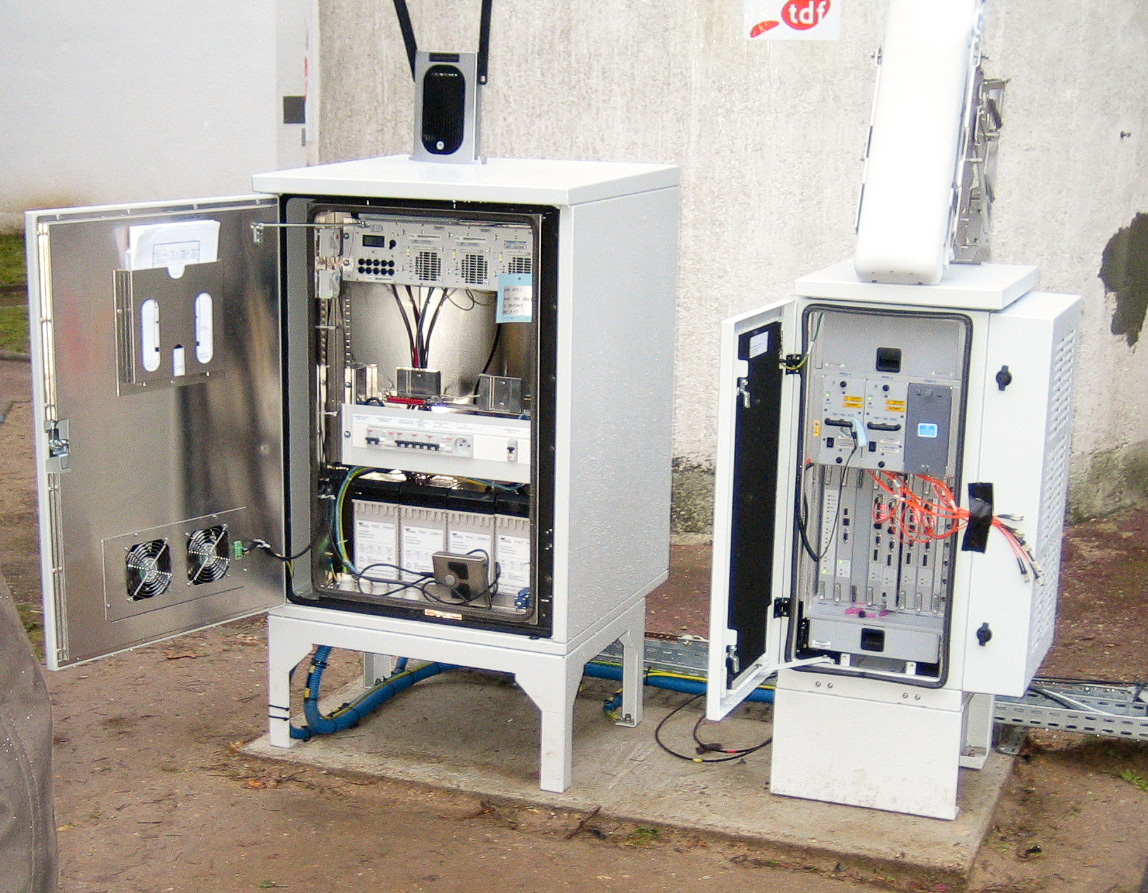
Equipamento da estação base WiMAX com uma antena setorial e modem sem fio em cima

Um benefício crucial desse padrão WiMAX é a oferta de conexão de Internet banda larga em regiões onde não existe infraestrutura de cabeamento telefônico ou de TV por cabo, que, sem a menor dúvida, têm um custo mais elevado. Esse benefício econômico do padrão sem fio para redes  MAN proporciona a difusão dos serviços de banda larga em países em desenvolvimento, influenciando diretamente na melhoria das telecomunicações do país e consequentemente no seu desenvolvimento.
Segundo o relatório do CPqD, Centro de Pesquisa e Desenvolvimento em Telecomunicações, do ano de 2006, sobre o Sistema Brasileiro de Televisão Digital Terrestre, um dos requisitos para a implantação do SBTVD é a criação de um sistema WiMAX  para todo o  território brasileiro. Segundo os dados desse relatório, para se estabelecer uma cobertura nacional (rural e urbana), são necessárias 2.511 estações WiMAX (compostas de equipamentos de rádio, torres e antenas), com um investimento total de apenas 350 milhões de reais.

## WiMAX no Brasil

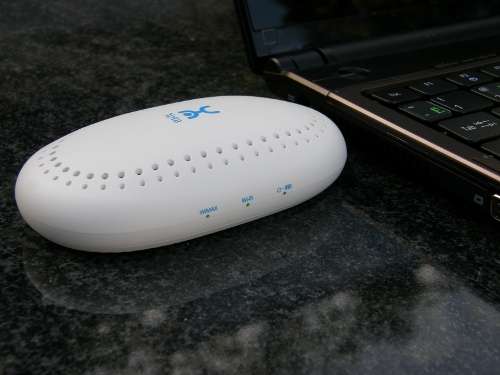
Um roteador WiMAX doméstico conectado a uma porta USB de um notebook

Em parceria com universidades, instituições e governos, a Intel liderou testes de WiMAX no Brasil, desde 2004 , nas cidades de Brasília (DF), Ouro Preto (MG), Mangaratiba (RJ), Parintins(AM) e, mais recentemente, Belo Horizonte (MG). Até o final deste ano, a empresa promete começar os testes em São Paulo. Um experimento da rede WiMAX, feito em 2005, por uma grande operadora de telefonia celular dos Estados Unidos, teve um resultado pouco animador. Foram relatados problemas para atingir os níveis esperados de transferência de dados, chegando apenas a um pequeno percentual dos níveis laboratoriais alcançados. Isso indica a falta de maturação da tecnologia.
A Intel executou em Minas Gerais - nas cidades de Belo Horizonte e Ouro Preto - uma bateria de testes satisfatória, tendo sido considerada uma "prova de fogo" devido ao relevo montanhoso dessas cidades. Um dos experimentos realizados foi a instalação de uma antena WiMAX em um furgão Volkswagen Kombi equipado com três computadores, na cidade de Ouro Preto. A Kombi manteve-se estacionada na Praça Tiradentes, principal praça da cidade, e permitiu-se que várias pessoas adentrassem o veículo e acessassem a Internet. Os resultados obtidos indicaram grande sucesso do experimento, uma vez que a BSU (unidade de emissão do sinal) foi instalada na Universidade Federal de Ouro Preto (UFOP), a uma distância considerável da praça, para a qual não possui vista.
Tais testes foram realizados com equipamentos na frequência 3,5 GHz, considerados pré-WiMAX por terem OFDM com 254 portadoras. Atualmente, os equipamentos em Ouro Preto operariam na frequência 5,8 GHz e com somente 32 portadoras, sem a possibilidade de reflexão. Porém, esses estão desligados há quase 1 ano por falta de assistência dos executores do projeto. Para Belo Horizonte, há previsão de que, no início do segundo semestre de 2007, toda a cidade estará coberta por uma rede da nova tecnologia. Outro local do Brasil onde foi instalado esse tipo de tecnologia é Mangaratiba, RJ.
Um serviço WiMAX da Embratel, fornecido de 2008 a 2010 para pequenas e médias empresas, consistia em oferecer banda larga e telefonia Voip sem a necessidade de provedor de acesso nem de linha telefônica convencional. Ele esteve presente nas principais capitais brasileiras (Belém, Belo Horizonte, Brasília, Curitiba, Fortaleza, Goiânia, Porto Alegre, Recife, Rio de Janeiro, Salvador, São Luís e São Paulo), com previsão de ampliação. Foi também disponibilizado comercialmente pela empresa serviço WiMAX residencial. No entanto, a partir de 2010 foram suspensas novas ofertas, apenas mantendo os serviços ora contratados ou substituindo-os por outras soluções (em grande parte devido à mudança de foco da empresa, após a aquisição da NET).
A Universidade Federal do Paraná também projetou implantação de hotspots WiFi/WiMAX em seus campi, para servir a seus alunos que possuem dispositivos móveis e àqueles que não possuem Internet e/ou computadores em suas residências. O Centro Tecnológico da Universidade Federal do Espírito Santo (UFES) possui equipamentos WiMAX da Alvarion que operam em 5,8 GHz (banda não licenciada). Em 2009, a UFES iniciou testes em Vitória visando implantar WiMAX nos municípios do interior do ES.
Brasil Telecom, Telefónica|vivo e várias outras empresas haviam anunciado, publicamente, planos de implementação do WiMAX no Brasil.
Esperava-se que fosse utilizada essa tecnologia para acesso comum à internet móvel, de maneira análoga ao uso das redes de celular tradicionais, porém com um salto de qualidade em relação às tecnologias de Terceira Geração (3G). No entanto, em 2012, as operadoras brasileiras tiveram resistência na implantação da tecnologia WiMAX, pois tinham interesse em manter o parque de equipamentos(o que seria possível através da tecnologia concorrente, Long Term Evolution, ou LTE, graças à sua compatibilidade com redes GSM e HSPA). Nesse sentido, adquiriram, por meio de leilão de concessão pública, as frequências visando implantar o LTE, em detrimento do uso da tecnologia WiMAX. Dessa forma, o LTE passou a ser utilizado como padrão de fato para a implantação da rede 4G no Brasil.
As redes WiMAX têm a promessa de permitir comunicação corporativa entre as instituições públicas, ao mesmo tempo em que podem ser usadas como Backhaul para redes Wi-Fi de acesso público à Internet banda larga. A empresa Wixx, em Brasília (DF), fornece conectividade WiMAX comercialmente, em planos de 1 Mbps a 6 Mbps para o público em geral. A UFT (Universidade Federal do Tocantins) está iniciando um projeto de distribuição de sinal gratuito de Internet via WiMAX em Palmas, capital do estado.